# Ove Guldberg
Ove Guldberg, född 2 december 1918 i Nysted, död 28 februari 2008 i Nexø, var en dansk politiker (Venstre) och minister. Han var minister för offentliga arbeten (infrastrukturminister) i Hilmar Baunsgaards regering 1968-1971 och utrikesminister i Poul Hartlings regering 1973-1975.

## Bakgrund
Ove Guldberg var son till domaren Frede Guldberg (1890-1932) och cand. jur. Else Richter (1891-1920). Efter studentexamen från Roskilde katedralskole 1937 flyttade han till Köpenhamn för att studera. Han tog examen som byggnadsingenjör (cand. polyt.) 1942 och juristexamen 1949 från Köpenhamns universitet. Han var anställd som ingenjör på Vejle kommun (1942), firman K. Hindhede (1943), Köpenhamns kommuns stadsplanering (1944-1946) och Fiskedepartementets försökslaboratorium (1946-1947). Han var aktiv i Ingeniørforeningen; han var styrelseledamot (1946-1948), sekreterare (1948-1952) och slutligen dess direktör (1952-1965). I samma period var han även aktiv i Foreningen af Rådgivende Ingeniører; först som sekreterare (1956-1965) och sedan som direktör (1965-1968). Det var som direktör för den förra som han förhandlade fram en överenskommelse med den danska staten 1952 om att säkra offentligt anställda ingenjörer en pension. Året därpå upprättade Ingeniørforeningen en egen pensionskassa. Han var även direktör för A/S Dansk Ingeniørforenings Hus (1957-1968) och sekreterare för det internationella samarbetsorganet Conference of Representatives from the Engineering Societies of Western Europe and the United States of America (EUSEC) 1955-1958.
Utöver sina uppdrag inom ingenjörsyrket var Guldberg president för Civilforsvarsforbundet (1962-1965), ledamot i Civilforsvarsrådet (1962-1965) och styrelseledamot i A/S Kryolit mine- og handelsselskab (1962-1968).

## Politisk karriär
Guldberg var till en början engagerad i Det Konservative Folkeparti i Ribe amt och en anhängare av John Christmas Møller. Han gick dock över till Venstre och ställde upp som partiets kandidat i Odsherreds valkrets 1963. Han blev vald året därpå och behöll detta mandat till 1977. Efter endast fyra år som folketingsledamot utsågs han till minister för offentliga arbeten, vilket innefattade ett ansvar för landets infrastruktur, i Hilmar Baunsgaards borgerliga koalitionsregering. 
Som minister genomförde han flera reformer; i samband med 1970 års kommunreform genomfördes en omorganisering av det danska vägverket (Vejstyrelsen) och en uppdelning av vägnätet i statlig (motorvägar och huvudlandsvägar), regional (landsvägar) och kommunal (kommunala vägnät) ägo. I april 1969 fick Guldberg Folketingets entydiga godkännande av en utvidgning av Kastrup flygplats till ett värde av 110 miljoner danska kronor i dåvarande penningvärde. Samma år godkändes även en utbyggnad av flygplatsens fält för inrikesflygningar och 1971 bildades det statliga bolaget Københavns Lufthavne för att driva flygplatsen. Det fanns planer på att etappvis uppföra en storflygplats på Saltholm som skulle ersätta Kastrup flygplats, vilket inte realiserades på grund av 1970-talets långkonjunktur samt öns fredande 1980. Vidare togs ett beslut om byggandet av Faröbroarna (slutfört 1985) och införandet av biljettautomater på landets järnvägsstationer. Utöver nämnda reformer fanns även planer på att bygga ut motorvägsnätet och kollektivtrafiken i huvudstadsområdet, uppförande av en fast förbindelse över Stora Bält (realiserat 1998) och en tunnelförbindelse mellan Helsingborg och Helsingör. Guldberg hade även planer på att överföra transporten av tungt gods från lastbilar till järnväg, vilket mötte så kraftigt motstånd både bland lastbilschaufförer och inom Venstre att det inte realiserades.
Efter att Baunsgaards regering avgick 1971 blev Guldberg ledamot i Folketingets finansutskott (1971-1972). När Poul Hartling bildade sin rena Venstreregering i december 1973 utsågs Guldberg till utrikesminister. Han var i samma period även europaparlamentariker (1973-1977). Han utmärkte sig här, tillsammans med bland andra Poul Nyboe Andersen, som en stor anhängare av EG och var i Danmark en av de första som förespråkade ett valutasamarbete mellan medlemsländerna. Han nedprioriterade därmed samarbetet med de övriga nordiska länderna, vilket mötte kritik från oppositionen. Under hans ministertid rådde det en energikris och han lyfte frågan i både EG och på energikonferensen i Washington D.C. i februari 1974. Han reste till Saudiarabien i mars samma år och den saudiska regeringen lovade att se över om Danmark fått för lite olja. Trots att oljebojkotten mot USA upphävdes samma månad rådde det fortsatt blockad mot Nederländerna och kraftigt nedskurna leveranser till Danmark. Dessa oljerestriktioner upphörde i juli samma år.
Guldberg hade en dispyt med Danmarks ambassadör i New York, Hans Tabor, som i samband med att Danmark lade ned sina röster i frågan om PLO:s rätt att inta FN:s talarstol uppmanade den danska delegationen att rösta för denna rätt. Guldberg lät med anledning av detta förflytta Tabor från New York till Ottawa 1975. Han var även en motståndare av att danska biståndspengar kom de sydafrikanska befrielserörelserna, däribland ANC, till del och försökte få biståndet kanaliserat genom FN. Efter att Hartlings regering avgick i februari 1975 fortsatte Guldberg som folketingsledamot och europaparlamentariker. Han var även parlamentets vice ordförande 1975-1977. Han var ordförande för Den Danske Komité for en Europæisk Union.
Guldberg har skrivit boken Det uregerlige Danmark (1979).

## Kontroverser
Guldberg lämnade politiken 1977 efter att det avslöjats att han mottagit reseersättning av Europaparlamentet, samtidigt som han som styrelseledamot i SAS-koncernen fick gratis flygresor. Han flyttade från Danmark 1987, först till Irland och sedan till Spanien, och genomförde flera rättsprocesser mot den danska staten. Han förlorade ett ärende 1997 gällande utlandsdanskars rösträtt och året därpå ett skatteärende, då han som utlandsdansk inte ville betala skatt i Danmark av sin ministerpension. Han bildade Borgerretskomiteen af 5. juni 1994, där utlandsdanskars rättigheter betonades. Han flyttade tillbaka till Danmark 2003, denna gång till Nexø på Bornholm.

## Utmärkelser
- Kommendör av Dannebrogorden

[Redigera Wikidata]